# Метеля, Виктория Ивановна
Викто́рия Ива́новна Мете́ля (род. 5 мая 2003, Гагарин, Смоленская область) — российская биатлонистка, призёр чемпионатов России. Мастер спорта России (2021).

## Биография
Родом из города Гагарин Смоленской области. Сначала занималась лыжными гонками в местной лыжной школе «Чайка» у Евгения Васильевича Пчёлкина. В восьмилетнем возрасте Виктория получила тяжёлую травму руки, стоял вопрос о её ампутации. Но благодаря усилиям врачей, руку удалось сохранить. 
С 14 лет Виктория стала заниматься биатлоном у Юрия Владимировича Аверьянова, а позднее переехала в Ханты-Мансийск. Сейчас тренерами спортсменки являются Виталий Норицын и Артём Истомин. По состоянию на 2025 год, проживает в Москве.
На внутрироссийских соревнованиях представляет Ханты-Мансийский автономный округ.
Помимо биатлона, Виктория работает в модельном агентстве, увлекается охотой и рыбалкой.

### Карьера
Неоднократно становилась победителем и призёром всероссийских соревнований по биатлону среди юниорок.
По итогам сезона 2023/24 Метеля стала первой в юниорском рейтинге СБР и впоследствии вошла в состав резервной сборной России по биатлону. В сентябре 2024 года стала бронзовым призёром чемпионата России по летнему биатлону в составе эстафетной команды Югры.
В сезоне 2024/25 завоевала свои первые личные награды на взрослом уровне: на Кубке России она выиграла бронзу в гонке преследования в Рязани и серебро спринта в Дёмино, а на Кубке Содружества стала второй в пасьюте в Дёмино. В феврале 2025 года одержала первую личную победу в карьере, выиграв золото в масс-старте на «Кубке сильнейших» в Раубичах. По ходу чемпионата России Метеля дважды становилась бронзовым призёром: в индивидуальной гонке в Дёмино и эстафете в Ханты-Мансийске. Сезон завершила в апреле двумя подиумами: бронзой в одиночной эстафете и серебром в масс-старте на этапе Кубка Содружества в Мурманске.